# Uovo sodo

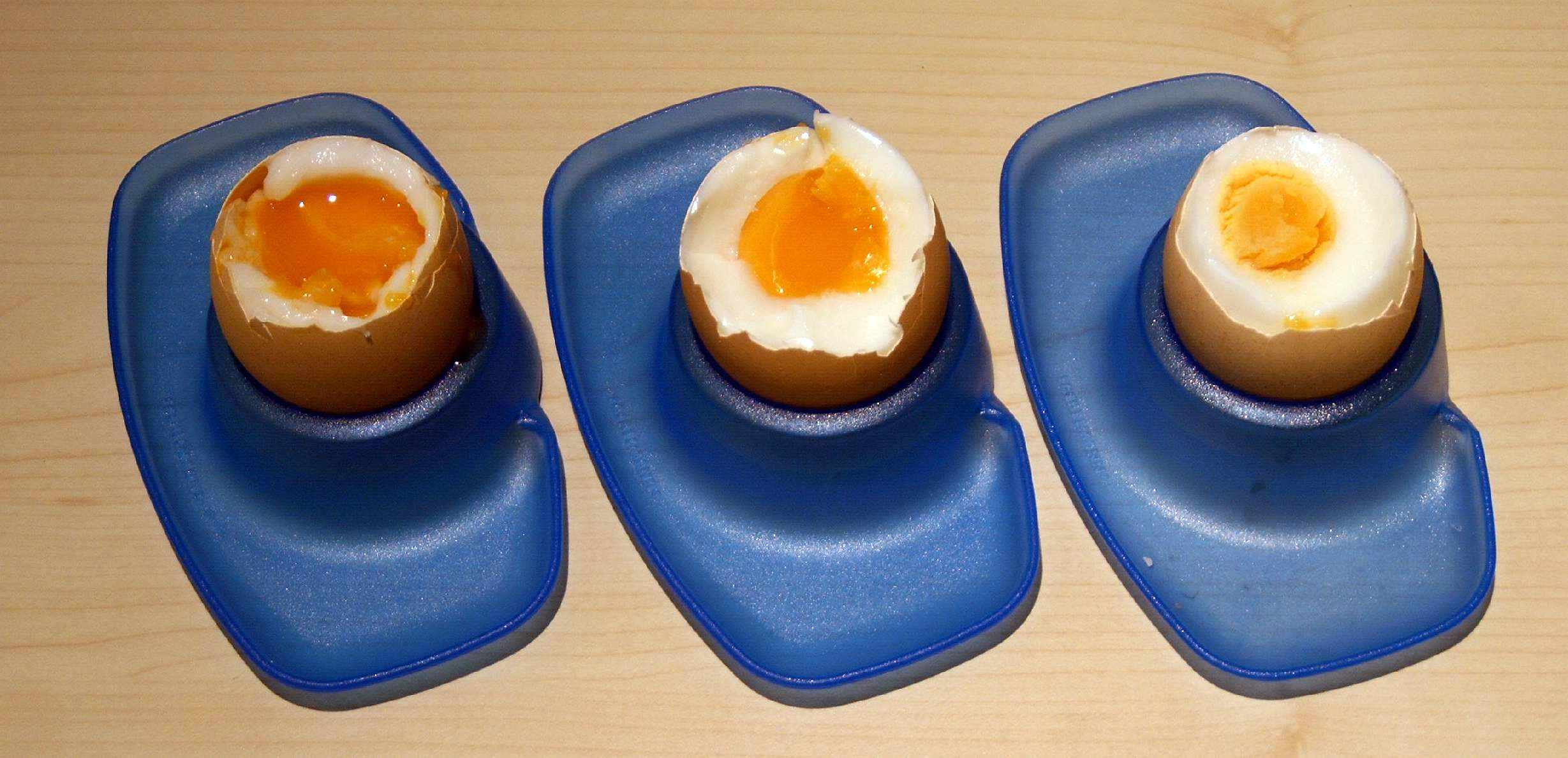
Tre modi di cottura dell'uovo: «alla coque», «bazzotto», «sodo».

L'uovo sodo è una preparazione culinaria dell'uovo che consente di consumarne tuorlo e albume in forma solida.

## Preparazione

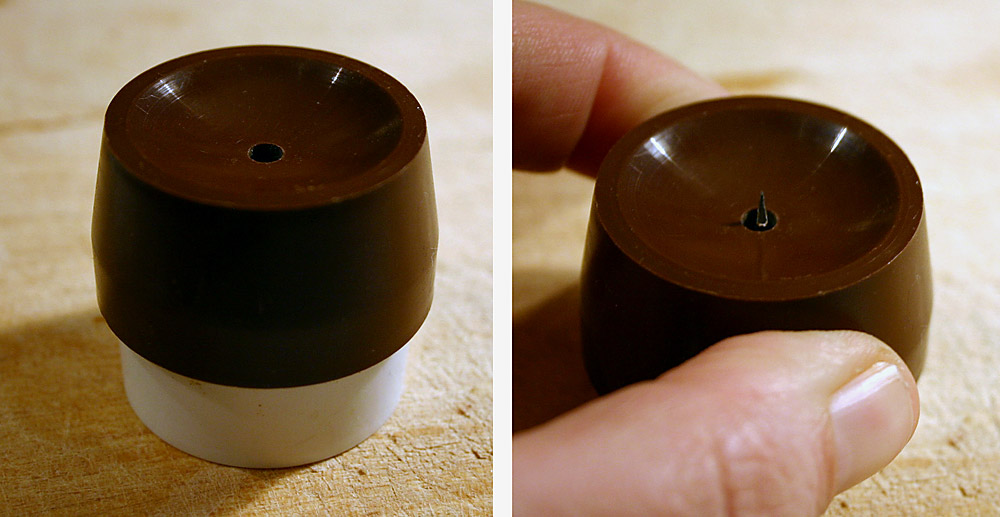
Eierpikser: nell'immagine di destra si vede chiaramente, al centro, la punta forante

La preparazione di un uovo sodo consiste nella semplice immersione del medesimo al naturale, guscio incluso, dentro un recipiente contenente acqua in ebollizione, mantenendocelo poi per un tempo tra gli 8 e i 10 minuti, a seconda delle dimensioni dell'uovo. Se il tempo di cottura è troppo breve, il tuorlo rimarrà liquido, ancorché più denso rispetto a quello crudo, e si avrà in pratica un uovo bazzotto. Se al contrario si eccede nel tempo di cottura, il tuorlo tende a divenire verdastro a causa del rilascio di composti solforosi.
Per evitare crepe nel guscio, che potrebbero provocare la fuoriuscita di parte del contenuto (prevalentemente albume rappreso), può convenire far uscire l'aria che si trova naturalmente fra la membrana testacea interna e quella esterna praticando un piccolo foro che raggiunga la camera d'aria sita nella punta più larga dell'uovo, prima dell'immersione in acqua bollente. Allo scopo esiste un apposito attrezzo, usato largamente in Germania e chiamato Eierpikser.

## Utilizzo culinario

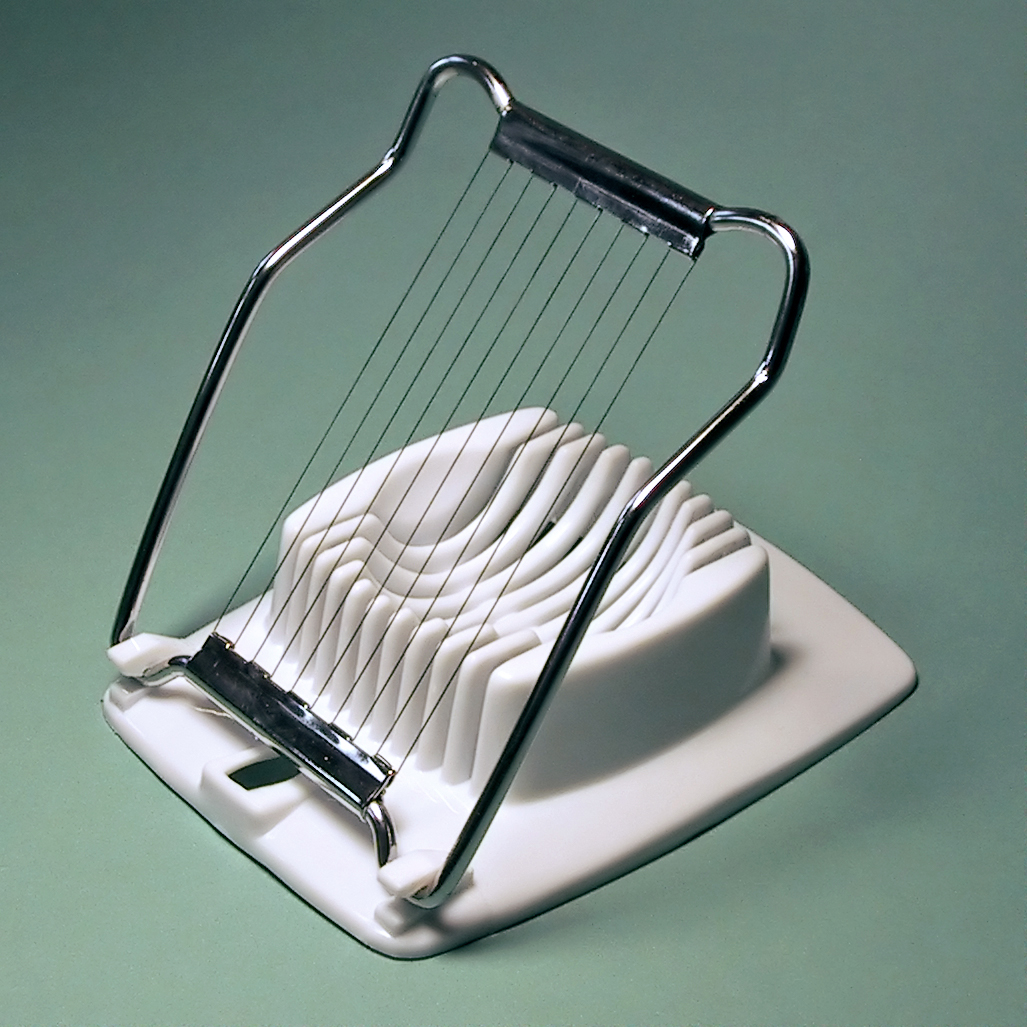
Utensile per il taglio trasversale di un uovo sodo in rondelle

L'uovo sodo, oltre a essere consumato semplicemente e da solo, dopo averne rotto e scartato il guscio, condendolo con un semplice pizzico di sale, entra in numerose composizioni culinarie, tra cui, ad esempio, le più comuni:
- Uovo mimosa, uovo sodo (si tratta in realtà di un piatto costituito da parecchie mezze uova, disposte a cerchio sul bordo e all'interno del piatto) tagliato a mezzo nel senso della lunghezza, privato momentaneamente del tuorlo che viene sminuzzato e mescolato con ingredienti quali maionese, senape, salsa tartara, olio d'oliva, paprika, curry in polvere e sottaceti tritati (non necessariamente sempre tutti insieme), miscela poi riposta nelle mezze uova di solo albume solidificato rimaste
- Fette di uovo sodo, tagliate in rondelle trasversali con l'apposito utensile e inserite in sandwich o in insalate di verdura (come ad es. nel Condiglione)
- Guarnitura nella zuppa fredda spagnola Salmorejo
- Sminuzzato nella salsa verde
- Nel gazpacho cordovano

Importante osservare che il tuorlo rassodato perde solo in parte la proprietà emulsionante del tuorlo crudo e quindi può essere utilizzato per preparare la maionese.

## Digeribilità
La digeribilità, intesa come l'inverso del tempo di transito nello stomaco, dell'uovo sodo è inferiore a quella dell'uovo alla coque e di quello crudo, attestandosi intorno alle 3 ore circa, contro le 2 di quello crudo e i soli 90 minuti di quello alla coque.

## Tradizioni
In molte regioni per le feste pasquali è antica usanza preparare uova sode colorate, avvolgendo le uova prima di porle in acqua bollente, con vegetali colorati quali bucce di cipolla, barbabietole, spinaci, ecc. tenuti a contatto con il guscio da stracci di tela ad esso legati. Sono disponibili allo scopo coloranti alimentari da applicarsi all'uovo sodo dopo la cottura.
È molto probabile che il famoso uovo con cui Cristoforo Colombo rispose ai denigratori della sua impresa, fosse un uovo sodo.